# کنوانسیون عدم تبعیض در آموزش و پرورش
کنوانسیون عدم تبعیض در آموزش و پرورش (انگلیسی: Convention against Discrimination in Education) در یازدهمین اجلاس عمومی یونسکو در تاریخ ۱۴ دسامبر ۱۹۶۰ به تصویب اعضا رسید. به موجب این کنوانسیون، هر شکل از تبعیض در آموزش و پرورش ممنوع اعلام و همچنین بر برابری امکانات و رفتار با همه در زمینه آموزش و پرورش تأکید شد.
این کنوانسیون شامل ۱۹ بند در دبیرخانه سازمان ملل متحد به ثبت رسیده‌است.

در متن این کنوانسیون ذکر شده که منظور از واژه تبعیض، هرگونه تمایز و تفاوت گذاری، محروم سازی، ایجاد محدودیت، یا رجحان قائل شدن براساس نژاد، رنگ پوست، جنسیت، زبان، دین، عقیده سیاسی یا هر عقیده دیگری است. هم‌چنین به موجب بند الف ماده ۳ کنوانسیون، کشورهای عضو ملزم به لغو آن دسته از قوانین و دستورالعمل‌هایی شدند که منجر به ایجاد هر گونه تبعیض در روند آموزش و پرورش می‌شد.

## محتوا
اصل اول  "تبعیض را " به عنوان هرگونه تمایز، , محروم سازی  , محدودیت یا ترجیج بر اساس نژاد، رنگ، جنسیت، زبان، دین ،  نظرات سیاسی یا غیره، منشا ملی یا جایگاه اجتماعی، جایگاه اقتصادی یا تولد تعریف می کند. به هر روی، این اصل شماری از وضعیت ها را مورد اشاره قرار می دهد که نباید تبعیض تلقی شوند. این موارد مشتمل بر ایجاد یا حفظ  آموزش تک‌جنسیتی برای دانش آموزان هر دو جنس است، وقتی دسترسی آسان به آموزش داشته باشند: 
- ایجاد یا حفظ نهادهای آموزشی بر مبنای  دینی یا  زبانی, و
- ایجاد یا حفظ نهادهای آموزشی خصوصی، اگر مقصود از چنین نهادهایی تضمین محروم سازی هیچ گروهی نباشد بلکه اضافه کردن بر فرصت های آموزشی مورد ارائه توسط مقامات دولتی باشد.

اصل 3 دولت ها را ملزم می دارد که تبعیض را حذف کند و از آن جلوگیری کند و اصل 5 احترام به آزادی والدین در انتخاب  مدرسه خصوصی , و  اقلیت های ملی برای داشتن حق اشتغال به فعالیت های آموزشی خود و اشتغال یا آموزش   زبان خود.  را مورد تاکید قرار می دهد. 
اصل 9 هر گونه  حق شرط به این کنوانسیون را ممنوع می کند.